# 宽穗爵床
宽穗爵床（学名：Rostellularia khasiana var. latispica）为爵床科爵床属下的一个变种。

## 扩展阅读
- 維基物種上的相關：宽穗爵床